# Raymond Danon
Pour les articles homonymes, voir Danon.
 (octobre 2017).
Si vous disposez d'ouvrages ou d'articles de référence ou si vous connaissez des sites web de qualité traitant du thème abordé ici, merci de compléter l'article en donnant les références utiles à sa vérifiabilité et en les liant à la section « Notes et références ».
Raymond Danon est un producteur de cinéma français né le 14 avril 1930 à Paris et mort le 10 octobre 2018 à Pont-l'Abbé,.
Il a exercé son activité de production via la société Lira Films.

## Biographie
Fils d'un industriel, après avoir fait ses études au lycée Janson-de-Sailly, Raymond Danon rejoint son père à Dakar. Il crée là-bas une chaîne de laveries automatiques qui font de lui un rentier à l'âge de vingt-huit ans. De retour en France, son beau- père, Maurice Jacquin, qui est propriétaire du plus important circuit de salles d’Afrique de l’Ouest, l'envoie en Allemagne pour négocier le rachat de la filiale française de la UFA.
Raymond Danon commence sa carrière de producteur au cours des années 1960 avec des comédies comme Faites sauter la banque ! de Jean Girault. Il est le producteur du dernier film de Julien Duvivier, le polar Diaboliquement vôtre.
Vers le début des années 1970, il produit le troisième long-métrage de Claude Sautet, Les Choses de la vie, le film qui lance vraiment la carrière du cinéaste et dont Danon produit aussi le film suivant, Max et les Ferrailleurs, ainsi que Vincent, François, Paul... et les autres. Danon est également le producteur de certains des films les plus célèbres de Pierre Granier-Deferre, Le Chat et La Veuve Couderc, tous deux d’après Simenon. Il va aussi produire les premiers longs-métrages de Bertrand Tavernier (L'Horloger de Saint-Paul encore d’après un roman de Simenon), de Francis Girod (la comédie macabre Le Trio infernal) et de Jean-Pierre Blanc (La Vieille Fille). Parmi les autres films notables qu'il produit au cours des années 1970, on peut citer Le Sauvage de Jean-Paul Rappeneau, Monsieur Klein de Joseph Losey, Le Juge et l'Assassin de Bertrand Tavernier et Le Gitan de Jose Giovanni. Il est également le producteur du dernier film de Romy Schneider La Passante du Sans-Souci réalisé par Jacques Rouffio.
PDG des Studios de Boulogne, président d’Unifrance Films, président des Producteurs et Exportateurs de films, administrateur du Festival de Cannes, Raymond Danon est nommé chevalier de la Légion d'honneur par François Mitterrand le 6 février 1986.

### Famille
Marié le 21 juillet 1954 avec Marlène Jacquin, Raymond Danon est le père de l'actrice Géraldine Danon. Il a deux autres filles plus âgées, Véronique, épouse de Frédéric Dorfmann, Fabienne, épouse de Guy de Blégiers.

## Filmographie sélective

### Années 1960
- 1963 : Les Grands Chemins de Christian Marquand
- 1964 : Faites sauter la banque ! de Jean Girault
- 1964 : Monsieur de Jean-Paul Le Chanois
- 1964 : Les Gorilles de Jean Girault
- 1965 : L'Esbrouffe (Déclic et des claques) de Philippe Clair
- 1965 : Le Tonnerre de Dieu de Denys de La Patellière
- 1965 : Un milliard dans un billard de Nicolas Gessner
- 1966 : Du rififi à Paname de Denys de La Patellière
- 1967 : Diaboliquement vôtre de Julien Duvivier
- 1967 : Les Grandes vacances de Jean Girault
- 1967 : J'ai tué Raspoutine de Robert Hossein
- 1967 : Le Soleil des voyous de Jean Delannoy
- 1967 : La Blonde de Pékin de Nicolas Gessner
- 1969 : Catherine de Bernard Borderie
- 1969 : Les Femmes de Jean Aurel

### Années 1970
- 1970 : Les Choses de la vie de Claude Sautet
- 1970 : Qui ? de Léonard Keigel
- 1970 : La Dame dans l'auto avec des lunettes et un fusil (The Lady in the Car with Glasses and a Gun) d'Anatole Litvak
- 1971 : Max et les Ferrailleurs de Claude Sautet
- 1971 : Sur un arbre perché de Serge Korber
- 1971 : Le Chat de Pierre Granier-Deferre
- 1971 : Quelqu'un derrière la porte (Quelqu'un derrière la porte) de Nicolas Gessner
- 1971 : La Veuve Couderc de Pierre Granier-Deferre
- 1972 : La Vieille Fille de Jean-Pierre Blanc
- 1972 : Liza de Marco Ferreri
- 1972 : Le Droit d'aimer d'Éric Le Hung
- 1972 : La Scoumoune de José Giovanni
- 1973 : Traitement de choc d'Alain Jessua
- 1973 : Les Granges Brûlées de Jean Chapot
- 1973 : La Punition de Pierre-Alain Jolivet
- 1973 : Défense de savoir de Nadine Trintignant
- 1973 : Le Train de Pierre Granier-Deferre
- 1974 : L'Horloger de Saint-Paul de Bertrand Tavernier
- 1974 : Le Trio infernal de Francis Girod
- 1974 : Les Seins de glace de Georges Lautner
- 1974 : Vincent, François, Paul... et les autres de Claude Sautet
- 1975 : Folle à tuer d'Yves Boisset
- 1975 : La Faille de Peter Fleischmann
- 1975 : Le Sauvage de Jean-Paul Rappeneau
- 1975 : Le Gitan de José Giovanni
- 1976 : Le Juge et l'Assassin de Bertrand Tavernier
- 1976 : L'Ordinateur des pompes funèbres de Gérard Pirès
- 1976 : Le Voyage de noces de Nadine Trintignant
- 1976 : La Première Fois de Claude Berri
- 1977 : L'Homme pressé d'Édouard Molinaro
- 1977 : La Vie devant soi de Moshé Mizrahi

### Années 1980
- 1982 : La Passante du Sans-Souci de Jacques Rouffio
- 1982 : Qu'est-ce qu'on attend pour être heureux ! de Coline Serreau
- 1982 : La Baraka de Jean Valère
- 1983 : S.A.S. à San Salvador de Raoul Coutard
- 1984 : À mort l'arbitre de Jean-Pierre Mocky
- 1984 : Jeans Tonic de Michel Patient
- 1984 : Tir à vue de Marc Angelo
- 1985 : Urgence de Gilles Béhat
- 1985 : A.I.D.S. Trop jeune pour mourir (Gefahr für die Liebe - Aids) de Hans Noever
- 1987 : L'Œil au beur(re) noir de Serge Meynard

### Années 1990
- 1990 : L'Autrichienne de Pierre Granier-Deferre
- 1991 : Catorce estaciones d'Antonio Giménez Rico
- 1996 : 4 hombres y un ataud de Pericles Mejía